# アリーナ (兵器)
アリーナ（ロシア語: Аре́на〔アリェーナ〕）は、ロシアの機械製作設計局によって開発されたアクティブ防護システム（APS）である。用途は軽対戦車兵器、対戦車誘導ミサイル（ATGM）、トップアタック弾頭を備えたミサイルなどによって装甲戦闘車両が破壊されるのを防ぐことである。
本装置は飛来する弾頭の検知にドップラー・レーダーを用いる。検知した際には防御ロケットが撃ち出され、車輌本体に向かってくる飛翔体の付近で炸裂し、車体に直撃をこうむる前に破壊する。

## 概要
アリーナは、1970年代後期にソ連が開発したアクティブ防護システム、ドローストの後継である。アフガニスタン紛争中、ドローストは少数がT-55戦車に搭載された。このシステムは車輌の生残率を改善し、80%にまで高めた。ドローストは1980年代後期、電磁ジャマーを用いて敵の対戦車ミサイルやロケットを混乱させるシュトーラに代替された。
1994年後期、ロシア陸軍はチェチェンに多数の装甲戦闘車両を投入、ここでは車輌が奇襲を受け、重大な損害を負った。チェチェン側のRPGが示したロシアの戦闘車両に対する有効性はコロムナ機械製作設計局を刺激し、1990年代初期-中期にかけてアリーナ・アクティブ防護システムが考案された。さらに「アリーナ-E」という輸出型も開発された。
本装置はT-80UM-1に搭載されて試験を受け、1987年にはオムスクでデモンストレーションを行った。また、韓国のK2主力戦車への採用も検討された。

## 開発に至る背景
ソビエト連邦は、1977年-1982年にかけて「ドロースト」と呼ばれる最初のアクティブ防護システムを開発した。この対戦車兵器に対抗し防御するためのシステムは、受動的な装備や爆発反応装甲の代替として設計された。システム開発の大部分は新型の成型炸薬弾頭を念頭に置いて行われた。ドローストは、攻撃を受けた車輌の装甲へ弾頭が直撃する以前に、これを破壊するよう設計されている。この装置は3つの主要な部品から構成される。砲塔側面に1基ずつ配された発射器、砲塔後面には補助電源装置が据えられている。発射器は2mm波長のレーダー装置で制御される。本装置では重量19kg、長さ107mmの円錐状をした破片弾頭を用いる。ドローストは垂直面では仰角-6度から20度、また、水平面では40-60度の範囲で戦車を防御できる。また、アフガニスタンでの試験報告によれば生残率が80%に高められたと言う。レーダーは充分に脅威を探知するようには使えなかった。また、ドローストがロケットを撃ち出した時には、受け入れられない高いレベルの副次的な損害を引き起こした。約250基のドロースト・システムが生産され、全てがソ連海軍歩兵部隊に所属するT-55に搭載された。

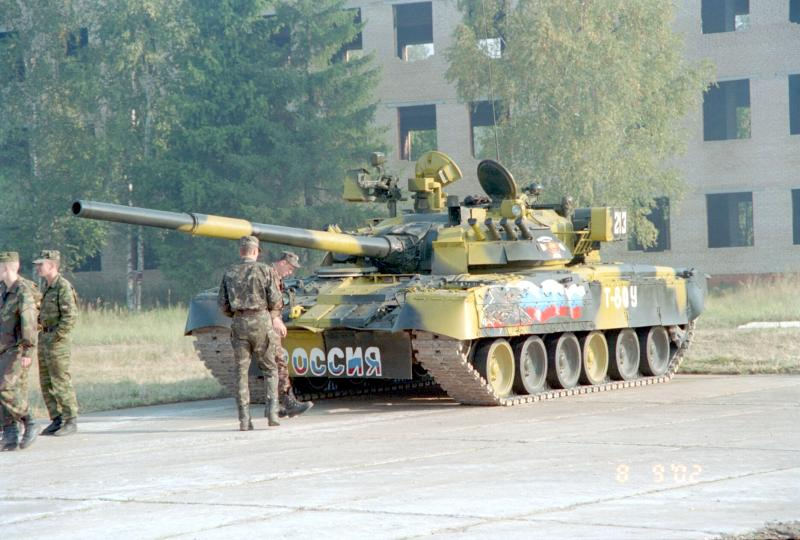
ロシアのT-80U戦車

1980年代後半、ソ連陸軍はシュトーラ-1電子光学ジャマーの開発を始めた。1989年、この装置は当初T-80Uに装備され、後にはT-72Bに展示搭載された。これはT-72BMと改称され、後にT-90へと変化した。シュトーラ-1は1キロワットの赤外線放射装置を使用し、飛来する対戦車ミサイルを妨害するよう設計されている。1995年、この装置はウクライナのT-84に搭載された。シュトーラ-1システムの構成部品は、赤外線放射装置接続機器、ジャマーの構成品、モジュレーターおよび操作パネル、煙幕を展開できる数個の前方発射式擲弾発射器、レーザー警戒システムおよび主要操作パネルである。シュトーラは仰角-5度から25度、水平面では360度全周防御が可能である。このシステムは、レーザー警戒装置が戦車長に警報を発し、彼が警告に応えて操作パネル上のボタンを押すと、砲塔が自動的に脅威のある方向へ旋回するよう作動する。擲弾発射器は、車輌にロックオンしたミサイルの性能を落とすために煙幕を張る。また、ジャマーは車輌へ向かうミサイルの赤外線シーカーを妨害するよう設計されている。製造側によれば、シュトーラはM47ドラゴンのような対戦車ミサイルに直撃される可能性を減らし、その率は4ないし5対1であるとしている。
第一次チェチェン紛争中、ロシアは多数の犠牲を出したことに触発され、新型のアクティブ防護システムの開発が検討された。
グロズヌイの戦いの間、例としてはチェチェン反乱部隊から受けたロシア陸軍の損失は、装甲戦闘車両が200-300両とされている。破壊された車輌にはT-72やT-80のような主力戦車、また、BMP-2のような軽装甲車両が含まれる。
チェチェンに投入された戦車の大半が「時間と資金の欠乏」という理由から爆発反応装甲を装備しなかった一方、少数の車輌は反応を起こすための炸薬を抜いたリアクティブ・アーマーを装備していた。ロシア連邦軍の装甲部隊にとって、いくつかの最高度に危険な脅威の一種として、グロズヌイのビルディング群から撃ち出されるRPGがあった。このような脆弱性の結果、コロムナ設計局では、この種の脅威に対してもっと信頼できる防護をロシア機甲部隊に与えることを目標とし、アリーナ・アクティブ防護システムを開発した。

## システム詳細
アリーナのシステムは主にRPGや対戦車ミサイル、あるいはもっと長射程の新しい対戦車ミサイルのような脅威に対抗するよう設計された。アクティブ防護システムは、歩兵の携行するロケット発射器と、ヘリコプターから放たれるミサイルの両方に対応して防御できる。これらは車輌を直撃するか、トップアタックのためにもっと上空を飛翔する。現代のRPGは、ほぼ1mほどの鋼板装甲を貫通でき、非対称戦争という状況下では戦車の運用にとって深刻な脅威になるという難問を提出している。この結果、戦車の防護能力向上の要求によって装甲厚と重量が増加されるか、もしくは代替としてアリーナのようなアクティブ防護システムが使用される。

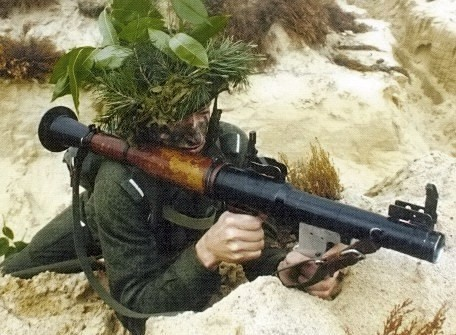
本装置はRPG-7のような対戦車兵器に対抗するため設計された

本装置は、戦車長によってオン・オフ切り替え可能な多機能ドップラー・レーダーを採用している。デジタルコンピューターはレーダーからの入力と連動し、脅威について戦車の周りを円弧状に捜索する。また、戦車に装備された26個の即応投射体のうち、飛来する脅威の迎撃のためにどれを撃ち出すか評価する。脅威の迎撃のために投射体の使用を選んだ際、弾道コンピューターがレーダーで処理されている情報、たとえば飛行のパラメーターや速度を用いる。コンピューターの反応時間は0.05秒かかり、戦車の外周を300度以上の円弧状にわたって防御するが、これは装置の背後以外の全ての場所に及んでいる。システムは防護車輌から50m以内で目標と交戦でき、また、弾薬は脅威から約1.5m以内で炸裂する。本装置は、70-700m/sの速さに渡って戦車に接近するどんな脅威とも交戦し、かつ、車輌から離れる鳥のような飛翔物や小口径銃弾などの偽の目標を識別できる。アリーナは昼夜ともに作動し、また、電磁的な妨害機能を持たないため、部隊として複数の車輌がシステムを利用可能である。27ボルトのシステムは約1キロワットの電力を必要とするほか、重量は約1,100kgである。アリーナは、RPGに対する戦車の生残性を1.5-2倍ほど増強する。
シュトーラはソフトキルシステムであり、ジャミングによって対戦車ミサイルの誘導システムに受動的に対抗するよう設計されていた。対照的に、アリーナはドローストのようなハードキルシステムであり、防護された車輌へとミサイルが到達する以前に、弾薬を用いて弾頭を破壊するよう設計されている。

## 配備
1995年初め、アリーナAPSはクビンカ試験場で最初に試験された。ロシア製戦車は対戦車誘導ミサイルおよび運動エネルギー弾の防御に成功した。
1997年後期にはロシアのT-80UM-1がアリーナを搭載し、オムスクでデモンストレーションを公開した。アリーナはまた、BMP-3近代化パッケージに搭載された。開発は「クルガン機械工場」ジョイント・ストック・カンパニーである。しかしながら、このパッケージに輸出の注文が出されることはなかった。
利用可能な輸出型はアリーナ-Eと呼ばれ、価値は30万USドルと見積もられる。ロシア側によれば韓国のK2主力戦車で使うために本装置が選ばれたものの、韓国ではこれを承認していない。
2025年2月、KBMはアリーナ-Mがロシア軍のT-90Mに搭載されたことを公表した。